# Wilhelm Faupel

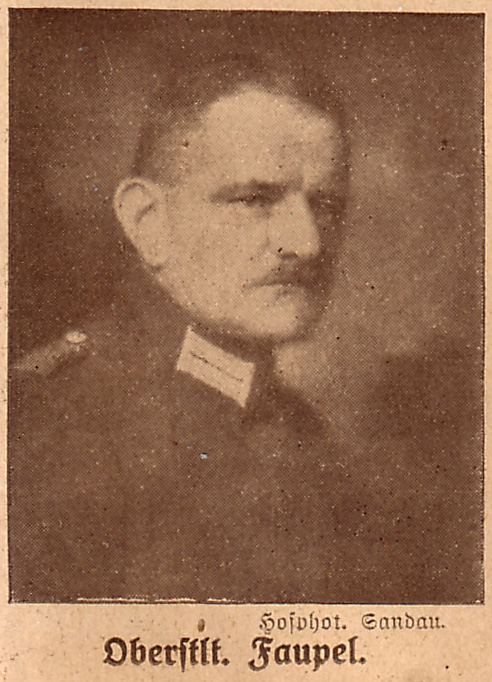
Wilhelm Faupel (1918)

Wilhelm Faupel (* 29. Oktober 1873 in Lindenbusch, Kreis Liegnitz, Niederschlesien; † Anfang Mai 1945 in Berlin oder Potsdam-Babelsberg) war ein deutscher Militär (zuletzt Generalleutnant ehrenhalber) und Diplomat. Er war Generalstabsoffizier im Ersten Weltkrieg und führte danach das Freikorps „Görlitz“. Vor und nach dem Weltkrieg war er Militärberater in Argentinien und Peru. Faupel war 1934–1936 sowie 1938–1945 Präsident des Ibero-Amerikanischen Instituts in Berlin und 1936–37 Geschäftsträger NS-Deutschlands bei Francos nationalistischer Gegenregierung in Spanien.

## Militärkarriere bis 1914
Wilhelm Faupel, Sohn eines Arztes, trat im März 1892 als Fahnenjunker in das Feldartillerie-Regiment „von Podbielski“ (1. Niederschlesisches) Nr. 5 der Preußischen Armee in Sprottau ein. Dort erfolgte am 17. September 1892 seine Ernennung zum Fähnrich sowie am 20. Mai 1893 die Beförderung zum Sekondeleutnant. Am 1. Oktober 1899 versetzte man Faupel in das 2. Niederschlesische Feldartillerie-Regiment Nr. 41 in Glogau und dann am 18. Juli 1900 in die ostasiatische Sanitätskompanie, mit der er an der Niederschlagung des Boxeraufstandes teilnahm. Dort war Albrecht Reinecke sein Kompagnon, dessen Weg er im Laufe seiner Karriere mehrfach kreuzte. Nach dem Ende der Militärintervention in China erhielt Faupel 1901 zusammen mit zwei anderen Offizieren und fünf Soldaten den Auftrag zu einer Erkundungsreise durch Asien vorzunehmen. Sie ritten zwei Monate durch die Mongolei und Sibirien bis zum Baikalsee.
Anschließend studierte er an der Kriegsakademie und besuchte auch das Seminar für Orientalische Sprachen in Berlin sowie das Geodätische Institut Potsdam, um sich für eine weitere Forschungsreise in die Mongolei und nach Tibet vorzubereiten. Diese wurde jedoch durch den Russisch-Japanischen Krieg verhindert. Ab 1904 war Faupel als Mitglied der Schutztruppe in Deutsch-Südwestafrika am Völkermord an den Herero und Nama beteiligt, zeitweise unter der Führung von Ludwig von Estorff. In Südwestafrika stieg er zum Hauptmann im Generalstab auf und wurde auch als Vermessungsoffizier eingesetzt. Ab 11. September 1907 setzte man Faupel als Ersten Generalstabsoffizier im Generalstab des IV. Armee-Korps ein, das unter dem Kommando Paul von Hindenburgs stand und in Magdeburg stationiert war. Dort heiratete Faupel 1909 die 17 Jahre jüngere Edith Fleischauer. Im Jahr darauf war er Batteriechef beim 1. Masurischen Feldartillerie-Regiment Nr. 73 in Allenstein.
Faupel schied am 4. Februar 1911 aus dem preußischen Heer aus und begab sich als Militärberater nach Argentinien, wo er an der Kriegsakademie in Buenos Aires Taktik und Generalstabsdienst lehrte. In dieser Zeit bildete er ein internationales Netzwerk, insbesondere zu den „germanophilen“ Offizieren in der argentinischen Armee, die einen Teil ihrer Ausbildung vor dem Ersten Weltkrieg in Deutschland erfahren hatten. Faupel kehrte Anfang 1914 nach Deutschland zurück, wurde am 20. Januar 1914 reaktiviert und dem Großen Generalstab in Berlin zugewiesen. Mit diesem Datum erfolgte auch seine Beförderung zum Major.

## Erster Weltkrieg und Freikorps
Mit Ausbruch des Ersten Weltkriegs wurde Faupel Erster Generalstabsoffizier im Stab der Großherzoglich Hessischen (25.) Division, die über das neutrale Belgien in Frankreich einmarschierte, kam im November 1914 in selber Funktion in den Generalstab des XVII. Armee-Korps und ein Jahr später in den Generalstab des Armeeoberkommandos 2. Als Generalstabschef des VIII. Reserve Korps wirkte Faupel maßgeblich an der Organisation des Vorstoßes am Chemin des Dames im Mai 1918 mit, der tausenden Soldaten den Tod brachte. Dafür wurde er im Sommer 1918 zuerst mit dem Orden Pour le Mérite und dann mit dessen – nur sehr selten verliehenen – Eichenlaub ausgezeichnet.
Während der Novemberrevolution empfing Faupel am 10. November 1918 Vertreter der Soldatenräte und forderte sie angesichts der Schwierigkeiten der noch an der Front stehenden Einheiten zur Aufrechterhaltung von Disziplin und Gehorsam auf. Er selbst formulierte einen Befehl der Obersten Heeresleitung zur Bildung von „Vertrauensräten“, die jedoch im Gegensatz zu den revolutionären Räten nur ein begrenztes Mitspracherecht haben und im Allgemeinen weiter ihren Vorgesetzten gehorchen sollten. Faupel gehörte zur militärischen Führungsspitze der im Auftrag der gemäßigten Sozialdemokraten gebildeten „Republikanischen Soldatenwehr“, die die Machtübernahme weiter links stehender Revolutionäre verhindern sollte. Am 6./7. Januar 1919 war er während der Januarunruhen für einen Tag provisorischer Stadtkommandant von Berlin.
Am 18. Januar 1919 übernahm er vom damaligen Major Walter von Unruh die Führung des Freikorps „Görlitz“, als dieser zum Generalkommando VI versetzt wurde. Das Freikorps „Görlitz“ – auch „Freikorps Faupel“ genannt – bestand im Mittel aus 100 Offizieren und 1.400 Mann, erreichte laut Faupel selbst aber zeitweilig eine Maximalstärke von 3.000 Soldaten. Es wurde unter seiner Führung zur Unterdrückung und Niederschlagung der Revolution in München (Zerstörung der Räterepublik), Dresden, Magdeburg und Berlin eingesetzt. Außerdem kämpfte es an den Grenzen Schlesiens zu Polen und zur Tschechoslowakei. Im Zuge des Kapp-Putsches am 13. März 1920 besetzten Faupels Truppen die Stadt Görlitz, wobei mehrere unbewaffnete Bürger erschossen oder schwer verletzt wurden. Dennoch setzte die republikanische Reichsregierung zwei Wochen später zur Niederschlagung kommunistischer Unruhen im Ruhrgebiet eine von Faupel befehligte Brigade aus seinem eigenen und zwei weiteren Freikorps (Aulock und Kühme) ein. Im Mai 1920 gehörte er zu den Gründungsmitgliedern der rechten Wehrorganisation Orgesch. Nach der Übernahme des Freikorps in die Reichswehr (Reichswehr-Schützen-Regiment 10) schied er im Rang eines Obersts am 31. März 1921 aus dem aktiven Dienst aus. Noch bis in die späten 1930er-Jahre machte er wiederholt seinen Einfluss geltend, um Ehemalige „seines“ Freikorps zu protegieren.

## Militärberater und politischer Organisator
Von 1921 bis 1926 arbeitete er wieder als Militärberater in Argentinien, wo er direkt für den Generalinspekteur des Heeres José Félix Uriburu arbeitete. Faupel trat in dieser Zeit auch als ein Wortführer der in Argentinien lebenden Deutschen auf – zum Unwillen der deutschen Gesandtschaft in dem Land, da er aus seiner antirepublikanischen Gesinnung keinen Hehl machte. In Abwesenheit verlieh ihm die Reichswehr 1926 den Charakters als Generalmajor. Nach dem Rücktritt General Uriburus als Heereschef endete auch Faupels Vertrag in Argentinien. Er ging dann nach Peru, wo Präsident Augusto Leguía y Salcedo ihn im April 1927 zum Generalinspekteur der Peruanischen Streitkräfte im Rang eines Generalleutnants ernannte, im Zuge dessen nahm Faupel auch die peruanische Staatsbürgerschaft an. Nach einem Putschversuch fielen die deutschen Militärberater 1929 in Ungnade und Faupel musste seinen Posten als Generalinspekteur aufgeben, bald darauf wurde auch Leguía gestürzt.
Faupel kehrte 1930 nach Deutschland zurück, wo er bald darauf die Führung des überparteilichen, aber rechtslastigen Volksbundes für Arbeitsdienst (VBA) übernahm, dessen Bundesausschuss auch Erich Lübbert und Adolf von Achenbach und Georg Escherich angehörten. Der VBA verschwand nach der Machtübernahme der Nationalsozialisten mit der Monopolisierung der Arbeitsdienstbewegung im Reichsarbeitsdienst. Daneben wurde Faupel neben Waldemar Pabst Ko-Organisator der 1931 gegründeten Gesellschaft zum Studium des Faschismus, die ein Scharnier zwischen rechtskonservativen Eliten und Nationalsozialisten bildete. Außerdem wurde er 1933 in den exklusiven Nationalklub von 1919 aufgenommen. Hans von Seeckt schlug Faupel 1933 als Reorganisator des chinesischen Kriegsministeriums unter Chiang Kai-shek vor, das Auswärtige Amt lehnte einen solchen Einsatz aber aus Furcht vor außenpolitischen Verwicklungen ab.

## Ibero-Amerikanisches Institut und Geschäftsträger in Spanien
Von 1934 bis 1936 und von 1938 bis 1945 leitete er mit kurzen Unterbrechungen das Ibero-Amerikanische Institut in Berlin. Dieses war 1930 durch eine Stiftung des argentinischen Gelehrten Ernesto Quesada als Spezialbibliothek und Forschungszentrum gegründet worden. In der NS-Zeit fungierte es dann als außenpolitische Plattform, Institut für faschistische Kulturarbeit im Ausland und Verbindungsstelle für nachrichtendienstliche Netzwerke. Faupel löste an der Spitze des Instituts den Gründungsdirektor und ehemaligen preußischen Kultusminister Otto Boelitz ab. Für seine Berufung setzten sich das Reichsministerium für Volksaufklärung und Propaganda und die NSDAP-Auslandsorganisation (NSDAP/AO) ein. Ihm schwebte eine „mit großen Geldmitteln und wichtigen Rechten ausgestattete (…) Einrichtung“ nach dem Vorbild der Pan American Union in den USA vor. Seinen Titel als Direktor des IAI ließ Faupel 1936 in „Präsident“ ändern.  In dieser Funktion arbeitete er intensiv an der Verbreitung der NS-Propaganda und kooperierte mit der SS. Ab 1935 arbeitete er außerdem in der Bundesleitung des Volksbunds für das Deutschtum im Ausland.
Im November 1936 wurde er als Geschäftsträger der Reichsregierung nach Salamanca, den Sitz der Putschisten-Regierung unter General Francisco Franco, entsandt. Zuvor hatte das Auswärtige Amt keine eindeutige Stellung für eine der beiden Seiten im Spanischen Bürgerkrieg bezogen und die Position des deutschen Vertreters in Spanien seit April 1936 vakant gelassen. Dann entschied sich Hitler persönlich für eine massive Intervention zugunsten der Nationalisten und gegen die Spanische Republik. Die Ernennung Faupels, der kein Berufsdiplomat war, kann vor dem Hintergrund von Bestrebungen der NSDAP gesehen werden, klassische Diplomatie durch eine nationalsozialistische Außenpolitik zu ersetzen. Damit setzte sich vor allem die NSDAP/AO durch, die in Spanien von Johannes Bernhardt vertreten wurde.
Entgegen der ausdrücklichen Instruktion des Außenministers Konstantin von Neurath („Um militärische Dinge soll sich F. nicht kümmern“) verstand Faupel seine Rolle in Spanien weniger als Diplomat denn als Militärberater der Nationalisten im Kampf gegen den „spanischen Bolschewismus“ und wollte unmittelbaren Einfluss auf die Kriegsführung Francos nehmen. So forderte er in Deutschland an, ihm „möglichst zahlreiche Offiziere“, die Spanisch sprachen (und oftmals wie er Militärberater in Lateinamerika gewesen waren) als Ausbilder für die Truppen der Falange beizugeben. Auch beanspruchte er, die als Freiwillige getarnten deutschen Interventionstruppen zu kommandieren, namentlich die Legion Condor. Deren Kommandant Hugo Sperrle widersetzte sich aber zunehmend Faupels Einmischung. Für die militärische Planung des terroristischen Luftangriffs auf Guernica – das erste Kriegsverbrechen der NS-Zeit – war Faupel nicht verantwortlich, er trug aber politische Mitverantwortung dafür.
Im Februar 1937 wurde seine Position vom Geschäftsträger zum Botschafter des Deutschen Reiches in Spanien aufgewertet. Zum 1. Mai 1937 trat er der NSDAP bei (Mitgliedsnummer 3.900.003). Während seiner Amtszeit in Spanien war Faupel unter anderem mit dem Fall des inhaftierten deutschen Pazifisten Heinz Kraschutzki befasst. Faupel war mit dem bereits verstorbenen Vater Kraschutzkis befreundet gewesen. Die Mutter Kraschutzkis bat um Hilfe für ihren Sohn. Faupel vereinbarte mit dem Franco-Regime, dass Kraschutzki dauerhaft inhaftiert bleibe, aber nicht erschossen werde. Im Vorgang findet sich eine handschriftliche, vermutlich von Faupel stammende Notiz Nicht erschießen.
Inzwischen wurden auch die spanischen Nationalisten Faupels Einmischungen überdrüssig. Laut Francos späterem Innenminister Serrano Suñer zeigte er „für unsere inneren Angelegenheiten ein deutliches Interesse, das bisweilen exzessiv, ja sogar impertinent war“ (Serrano in seinen Memoiren "Entre Hendaya y Gibraltar", Kapitel II). So wollte er innerhalb des Lagers der Nationalisten die sozialrevolutionär-faschistische Falange gegenüber den eher sozialkonservatorischen, restaurativen und „reaktionären“ Kräften im Umfeld Francos stärken. Letztere warfen der Falange unter Manuel Hedilla vor, sich zu Francos Sturz verschworen zu haben, wonach sie faktisch entmachtet und zur Vereinigung mit Francos künftiger Staatspartei F.E.T. y de las JONS gezwungen wurden. Faupel intervenierte, um Hedilla vor der Todesstrafe zu bewahren. Er fiel schließlich bei seinen spanischen Partnern so weit in Ungnade, dass Franco im Sommer 1937 bei Hitler Faupels Abberufung verlangte. Diese erfolgte im August 1937, unter vorgeschobenen „Gesundheitsgründen“, gleichzeitig wurde auch Faupels Gegenspieler General Herrle nach Deutschland zurückbeordert. Sein Nachfolger als deutscher Vertreter in Spanien wurde Eberhard von Stohrer, der wieder ein Berufsdiplomat war.
Während seiner Zeit in Spanien übernahm General Albrecht Reinecke, den Faupel schon seit seinem Einsatz gegen den Boxeraufstand in China kannte und der wie er als Militärberater an der argentinischen Kriegsakademie gelehrt hatte, vorübergehend die Präsidentschaft des IAI. Nach seiner Rückkehr übernahm Faupel 1938 dieses Amt wieder selbst und entließ den bisherigen Generalsekretär des Instituts Karl Panhorst, der seine Rückkehr verhindern wollte, um selbst Präsident zu werden. Stattdessen wurde der Jurist Hans-Joachim von Merkatz (späterer Bundesminister) neuer Generalsekretär des IAI. Am 27. August 1939, dem sogenannten Tannenbergtag, erhielt Faupel den Charakter als Generalleutnant verliehen. Im Mai 1943 soll Faupel Juan Domingo Perón zum Staatsstreich aufgefordert haben.
Während der Schlacht um Berlin soll Faupel nach dem Einrücken sowjetischen Truppen in die Hauptstadt Anfang Mai 1945 gemeinsam mit seiner Frau Suizid begangen haben. Als Todesort wird Berlin oder seine Villa in Potsdam-Neubabelsberg angenommen. Die genauen Todesumstände sind aber unklar, weshalb die Potsdamer Staatsanwaltschaft den Eintrag ins Sterberegister einige Jahre später wieder streichen ließ.  Vor seinem Tod veranlasste er, dass alle seine persönliche Korrespondenz und die in seinem Besitz befindlichen Dokumente des Ibero-amerikanischen Instituts vernichtet wurden.

## Publikationen
- Die wirtschaftlichen und kulturellen Beziehungen Deutschlands zu Südamerika. Ibero-amerikanische Institut Berlin, 1931.
- Las relaciones del ejército alemán con los de los países ibero-americanos. Ibero-amerikanisches Institut Berlin, 1933.
- Über Entstehung, Verlauf und Lehren des Chaco-Krieges 1932–1935. Ibero-amerikanische Institut Berlin, 1936.